# Расмус Ліндгрен
Расмус Ліндгрен (швед. Rasmus Lindgren, * 29 листопада 1984, Ландскруна) — шведський футболіст, півзахисник шведського клубу «Геккен».
Виступав за нідерландські «Аякс» та «Гронінген», австрійський «Ред Булл», а також національну збірну Швеції.

## Клубна кар'єра
Вихованець футбольної школи клубу «Ландскруна БоІС».
У дорослому футболі дебютував 2004 року виступами за команду клубу «Аякс», в якій провів один сезон, взявши участь лише у 4 матчах чемпіонату.

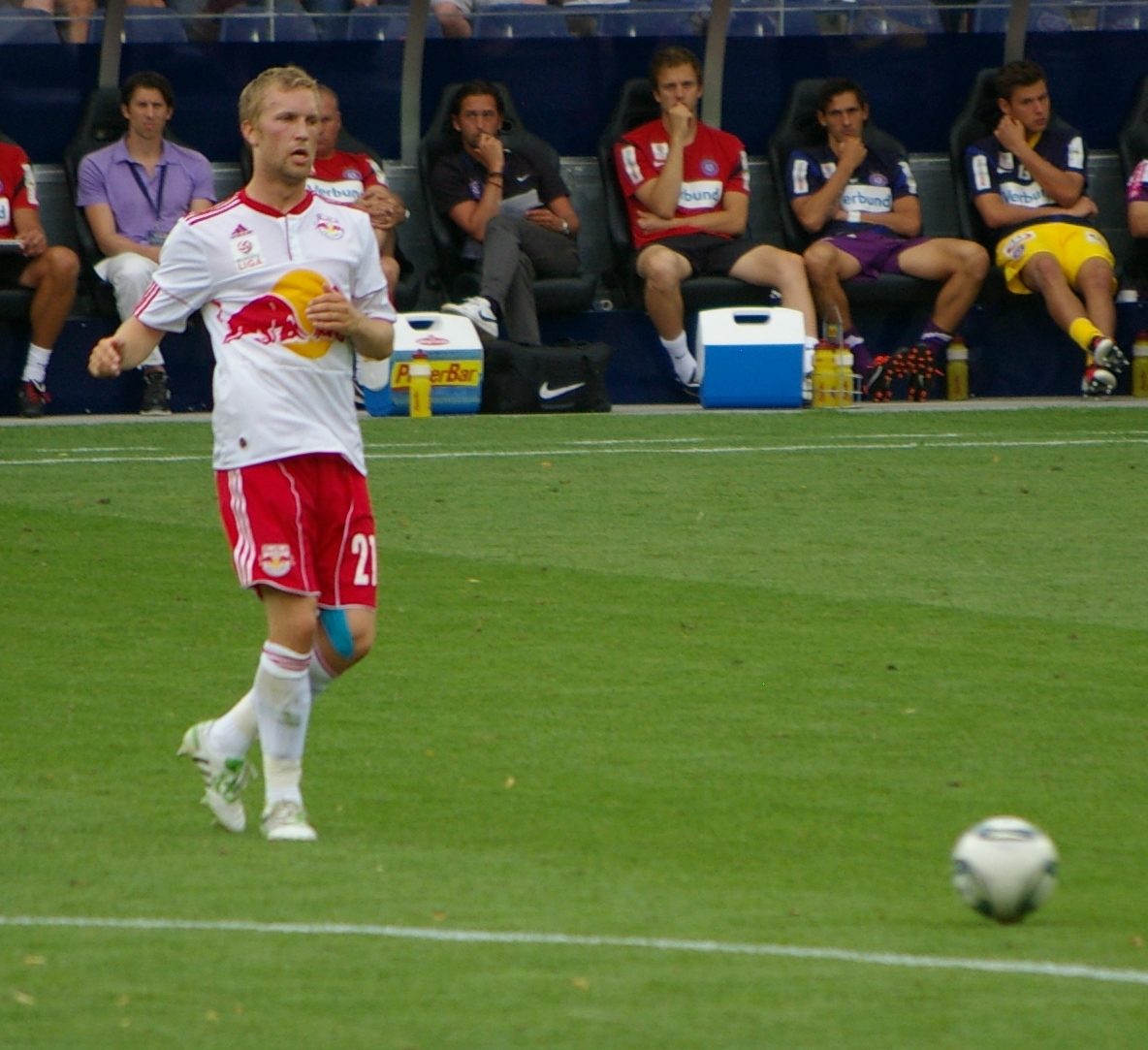
Расмус Ліндгрен під час виступів за «Ред Булл». 17 липня 2011 року.

З 2005 по 2008 рік провів у складі клубу «Гронінген». Більшість часу, проведеного у складі «Гронінгена», був основним гравцем команди.
У 2008 році повернувся до клубу «Аякс». Цього разу провів у складі його команди три сезони. За цей час виборов титул володаря Кубка Нідерландів та чемпіона країни.
До складу австрійського клубу «Ред Булл» приєднався влітку 2011 року.. За сезон встиг відіграти за команду з Зальцбурга 20 матчів в національному чемпіонаті, ставши чемпіоном і володарем кубка Австрії, після чого покинув клуб на правах вільного агента.
В кінці листопаду 2012 року повернувся в «Гронінген», але отримав право грати за команду лише з січня наступного року. Відтоді встиг відіграти за команду з Гронінгена 74 матчі в національному чемпіонаті і забив 1 гол.

## Виступи за збірні
Протягом 2005—2006 років залучався до складу молодіжної збірної Швеції. На молодіжному рівні зіграв у 9 офіційних матчах.
19 листопада 2008 року дебютував в офіційних іграх у складі національної збірної Швеції у товариському матчі проти команди Нідерландів (1:3), відігравши всі 90 хвилин. 1 квітня 2009 року провів свій другий і останній матч за збірну, також відігравши увесь товариський матч проти збірної Сербії (0:2).

## Титули і досягнення
- Чемпіон Нідерландів (1):

«Аякс»:  2010–11
- Володар Кубка Нідерландів (1):

«Аякс»:  2009–10
«Гронінген»:  2014–15
- Чемпіон Австрії (1):

«Ред Булл»:  2011–12
- Володар Кубка Австрії (1):

«Ред Булл»:  2011–12
- Володар Кубка Швеції (1):

Геккен: 2018–19